# Adolf Riedl
Adolf Riedl (* 2. Februar 1921; † 6. September 2003) war ein deutscher Unternehmer. 
Nach Vertreibung aus dem Sudetenland und sowjetischer Gefangenschaft gründete Riedl in der Nachkriegszeit zusammen mit seiner Schwester Marianne Sommerer in Untersteinach ein Unternehmen für die Produktion von Strick- und Wirkwaren, die  Riedl-Gruppe, die ihren Schwerpunkt im Bereich Sporttextilien hat. Am 31. August 1947 gründete er die Adolf Riedl GmbH & Co. KG und 1975 die Aritex GmbH als Vertriebsgesellschaft für Sport- und Freizeitmoden. 1980 platzierte er die Marke Sunflair. 1983 wurde die seit 75 Jahren eingetragene Marke „Olympia“ erworben.
Riedl förderte mehrere Sportarten und Vereine, insbesondere in Bayreuth, wofür er 1981 die Medaille der Stadt Bayreuth in Silber verliehen bekam. 1996 wurde ihm das Verdienstkreuz am Bande des Verdienstordens der Bundesrepublik Deutschland verliehen.
Nach einem Schlaganfall im Januar 1989 zog sich Adolf Riedl aus dem Unternehmen und auch weitgehend aus dem öffentlichen Leben zurück.
Zum 1. August 2004 wurde die Riedl Gruppe umfirmiert. Die früheren Firmen Sunflair, Opera, Olympia sowie Sunmarin fungieren nun als Marken der Adolf Riedl GmbH & Co. KG.
| Personendaten    | Personendaten         |
| ---------------- | --------------------- |
| NAME             | Riedl, Adolf          |
| KURZBESCHREIBUNG | deutscher Unternehmer |
| GEBURTSDATUM     | 2. Februar 1921       |
| STERBEDATUM      | 6. September 2003     |